# Millstone
Millstone es un borough ubicado en el condado de Somerset en el estado estadounidense de Nueva Jersey. En el año 2010 tenía una población de 418 habitantes y una densidad poblacional de 220 personas por km².

## Geografía
Millstone se encuentra ubicado en las coordenadas 40°29′58″N 74°35′27″O / 40.49944, -74.59083.

## Demografía
Según la Oficina del Censo en 2000 los ingresos medios por hogar en la localidad eran de $76,353 y los ingresos medios por familia eran $83,118. Los hombres tenían unos ingresos medios de $60,156 frente a los $36,406 para las mujeres. La renta per cápita para la localidad era de $30,694. Alrededor del 4.6% de la población estaba por debajo del umbral de pobreza.